# Enes Yenipazarlı
Enes Yenipazarlı (16 de abril de 1998) es un deportista turco que compite en remo. Ganó una medalla de plata en el Campeonato Europeo de Remo de 2022, en la prueba de dos sin timonel ligero.

## Palmarés internacional
| Campeonato Europeo | Campeonato Europeo | Campeonato Europeo | Campeonato Europeo     |
| Año                | Lugar              | Medalla            | Prueba                 |
| ------------------ | ------------------ | ------------------ | ---------------------- |
| 2022               | Múnich (Alemania)  | Medalla de plata   | Dos sin timonel ligero |